# Storage-Hypervisor
Ein Storage-Hypervisor ist in der Informationstechnik ein auf unterschiedliche Hardware übertragbares und anwendbares Computerprogramm mit umfassenden Speichermanagementfunktionen, das heterogene Speicherkapazitäten in einem virtuellen Pool zusammenführt und die Verfügbarkeit, Geschwindigkeit und Auslastung des Gesamtsystems erhöht.
Ein Storage-Hypervisor kann sowohl auf einer Hardware-Plattform (x86-Server) als auch auf einer virtuellen Maschine installiert werden, wo er neben einer Supervisor-Software für virtuelle Maschinen oder exklusiv residiert. Die Storage-Hypervisor-Software ist dabei, ähnlich wie ein Hypervisor für virtuelle Server, flexibel auf eine oder mehrere virtuelle oder physische Maschinen migrierbar.
Durch den Einsatz eines Storage-Hypervisors kann der Nutz- und Anwendungswert von Plattensubsystemen (Disk-Subsystemen) in Unternehmen erhöht werden, indem die Inkompatibilitäten der Hardware-Systeme mit jeweils herstellerspezifischer Administrationssoftware eliminiert werden. Stattdessen können über den Storage-Hypervisor integrierte Managementfunktionalitäten für die Speicherbereitstellung, Datensicherung, Replikation und Performance-Beschleunigung durch Caching auf sämtliche Hardware-Systeme angewendet werden.
Im Gegensatz zu integrierter Software (Embedded Software) oder der Firmware eines Disk Controllers werden Storage-Hypervisoren als Software Suite oder als Appliance angeboten. Die Administrations-, Management- und Wartungsfunktionen des Storage-Hypervisors stehen unabhängig von Hersteller, Modell oder Technologie der Speicherhardware in unterschiedlichen Storage-Topologien wie Storage Area Network (SAN), Direct Attached Storage (DAS) oder für Unified Storage (SAN und NAS) zur Verfügung. Neben HDD-Technologien werden auch Solid State Disks (SSD) in den Speicherpool integriert.
Die Speicherhardware limitiert durch den Einsatz eines Storage-Hypervisors lediglich Kapazität und Leistung des Gesamtsystems. Der Vorteil liegt in der Möglichkeit, virtuelle Speicherlaufwerke auf beliebiger, austauschbarer Hardware ohne Unterbrechung des laufenden Betriebs flexibel und reversibel einzurichten und mit verschiedenen Servicequalitäten (Performance, Verfügbarkeit) und Storage-Services (Auto-Provisioning, Replikation) für das gesamte Unternehmensnetzwerk zentral auszustatten.
Der Begriff „Storage-Hypervisor“ etabliert sich, weil er konzeptuell eine Ebene über dem Supervisor und damit über der Intelligenz eines gerätespezifischen RAID-Controllers, Disk Arrays oder einer Middleware zur Virtualisierung angesiedelt ist. Damit ist der Storage-Hypervisor die Weiterentwicklung der Speichervirtualisierung auf Software-Basis und wird beschrieben als "comprehensive set of storage control and monitoring functions operating as a transparent virtual layer across consolidated disk pools to improve their availability, speed and utilization". Der Terminus wurde zunächst in einem engeren Sinne in Fachartikeln zur Datenmigration in SANs und zur Beschreibung der Hypervisor-Rolle in Disaster-Recovery-Szenarien verwendet. In deutschen IT-Fachmedien taucht er in seiner übergreifenden Bedeutung ab 2011 auf.